# Znakovni jezik australskih Aboridžina
Znakovni jezik australskih Aboridžina (ISO 639-3: asw), jedan od znakovnih jezika koji se govorio u pustinjskim područjima Australije, obalnom području Arnhem Landa, zapadnoj strani poluotoka Cape York i otocima Torresova prolaza. Kao i kod Indijanaca, služio je za komunikaciju s pripadnicima drukčijih jezičnih skupina. Različit je od australskoga znakovnoga jezika za gluhe.

## Vanjske poveznice
- Ethnologue (14th)
- Ethnologue (15th)